# Pravdoljub
Pravdoljub (bulgariska: Правдолюб) är ett distrikt i Bulgarien.   Det ligger i kommunen Obsjtina Ardino och regionen Kărdzjali, i den södra delen av landet, 200 km sydost om huvudstaden Sofia.